# Antomboka
De Antomboka is een 62 meter hoge waterval in het noorden Madagaskar, gelegen in de regio Diana.
De waterval ligt in het Nationaal park Montagne d'Ambre op de Amber in de buurt van Joffreville.